# Campus Expressz
A Campus expresszvonat egy Budapest és Nyíregyháza között közlekedő diák vasúti járat. A vonat péntekenként Nyíregyházára közlekedik, vasárnaponként Záhonyból indul.

## Történet
2009/2010-es menetrendváltáskor indult el az első járat Miskolc-Tiszairól Szegedig, Szolnok érintése nélkül. A vonat csak Nyékládháza, Füzesabony, Kál-Kápolna, Vámosgyörk, Hatvan, Jászberény, Újszász, Kecskemét, Kiskunfélegyháza, Kistelek és Szatymazon állt meg. A vonatszáma: 1755
/1575
2020-2021. évi menetrend 1. sz. módosítástól a vonat megszűnt. Utolsó járat május 9-én közlekedett.
2025. május 12-ei módosítással újra közlekedik Budapest–Nyíregyháza–Záhony viszonylatban. A vonat csak iskolaidőben közlekedik péntekenként 1 Nyíregyházára, vasárnaponként 1 Záhonyból Budapestre. A vonatszáma: 1631/1636

## Útvonal
A vonat pénteken Budapest-Nyugati pályaudvarról indul Szolnok, Püspökladány, Debrecen érintésével közlekedik. Vasárnap Záhonyból indul.

## Megállóhelyei
| Megállóhelyek          |
| ---------------------- |
| 1. Budapest-Nyugati    |
| 2. Zugló               |
| 3. Kőbánya-Kispest     |
| 4. Szolnok             |
| 5. Törökszentmiklós    |
| 6. Kisújszállás        |
| 7. Karcag              |
| 8. Püspökladány        |
| 9. Debrecen            |
| 10. Debrecen-Csapókert |
| 11. Apafa              |
| 12. Bocskaikert        |
| 13. Hajdúhadház        |
| 14. Téglás             |
| 15. Újfehértó          |
| 16. Nyíregyháza        |
| 17. Sóstó              |
| 18. Sóstóhegy          |
| 19. Kemecse            |
| 20. Nyírbogdány        |
| 21. Kék                |
| 22. Demecser           |
| 23. Gégény             |
| 24. Pátroha            |
| 25. Ajak               |
| 26. Kisvárda           |
| 27. Kisvárda-Hármasút  |
| 28. Fényeslitke        |
| 29. Komoró             |
| 30. Tuzsér             |
| 31. Tiszabezdéd        |
| 32. Záhony             |

- péntekenként csak Nyíregyházáig közlekedik
- vasárnaponként Záhonyból indul

## Vonatösszeállítás
Vonatösszeállítás 2021. május 9-én:
| Kocsiszám | Típus                  |
| --------- | ---------------------- |
|           | MÁV V43 villanymozdony |
| 32        | START BDd              |
| 31        | START Bd               |